# Nico Wiesinger
Nico Wiesinger (* 20. Februar 2003 in Grieskirchen) ist ein österreichischer Fußballspieler.

## Karriere

### Verein
Wiesinger begann seine Karriere bei der Union Meggenhofen. Zur Saison 2016/17 wechselte er zum ASKÖ Ohlsdorf. Zur Saison 2017/18 wechselte er in die Akademie der SV Ried, in der er bis 2021 sämtliche Altersstufen durchlief. Im Mai 2019 debütierte er für die Amateure der Rieder in der OÖ Liga. Am Ende der Saison 2018/19 stieg er mit Ried II dann in die Regionalliga auf. Wiesinger rückte allerdings erst zur Saison 2021/22 fest in den Kader des Regionalligateams. In der Saison 2021/22 kam er zu 25 Einsätzen in der dritthöchsten Spielklasse.
Zur Saison 2022/23 rückte Wiesinger in den Bundesligakader der Oberösterreicher. Zu Beginn der Saison stand er in allen sieben Spielen der Rieder im Spieltagskader, eingewechselt wurde er aber nie. Daraufhin wurde der Abwehrspieler im September 2022 als Kooperationsspieler an den Zweitligisten SK Vorwärts Steyr verliehen. Sein Debüt in der 2. Liga gab er im selben Monat, als er am siebten Spieltag jener Saison gegen den FC Admira Wacker Mödling in der Startelf stand. Bis Saisonende kam er zu 14 Zweitligaeinsätzen für Steyr, zudem spielte er zweimal für seinen Stammklub Ried in der Bundesliga ab. Mit beiden Teams stieg er allerdings aus den jeweiligen Spielklassen ab.

### Nationalmannschaft
Wiesinger debütierte im September 2021 gegen Wales für die österreichische U-19-Auswahl. Mit dieser nahm er 2022 auch an der EM teil. Während des Turniers kam er zu einem Einsatz, mit Österreich schied er aber in der Gruppenphase aus und verpasste anschließend auch die Qualifikation für die WM.